# Biserica fortificată din Agnita
Biserica fortificată din Agnita, inițial biserică romano-catolică cu hramul Sfânta Agata, este un ansamblu de monumente istorice aflat pe teritoriul orașului Agnita. În Repertoriul Arheologic Național, monumentul apare cu codul 143691.02.01.
Ansamblul este format din cinci monumente:
- Biserica evanghelică (cod LMI SB-II-m-A-12196.01)
- Turn de poartă (al olarilor) (cod LMI SB-II-m-A-12196.02)
- Turn estic (al fierarilor) (cod LMI SB-II-m-A-12196.03)
- Turn sud-estic (al croitorilor) (cod LMI SB-II-m-A-12196.04)
- Turn sud-vestic (al cizmarilor) și fragment din zidul de incintă (cod LMI SB-II-m-A-12196.05)

## Imagini

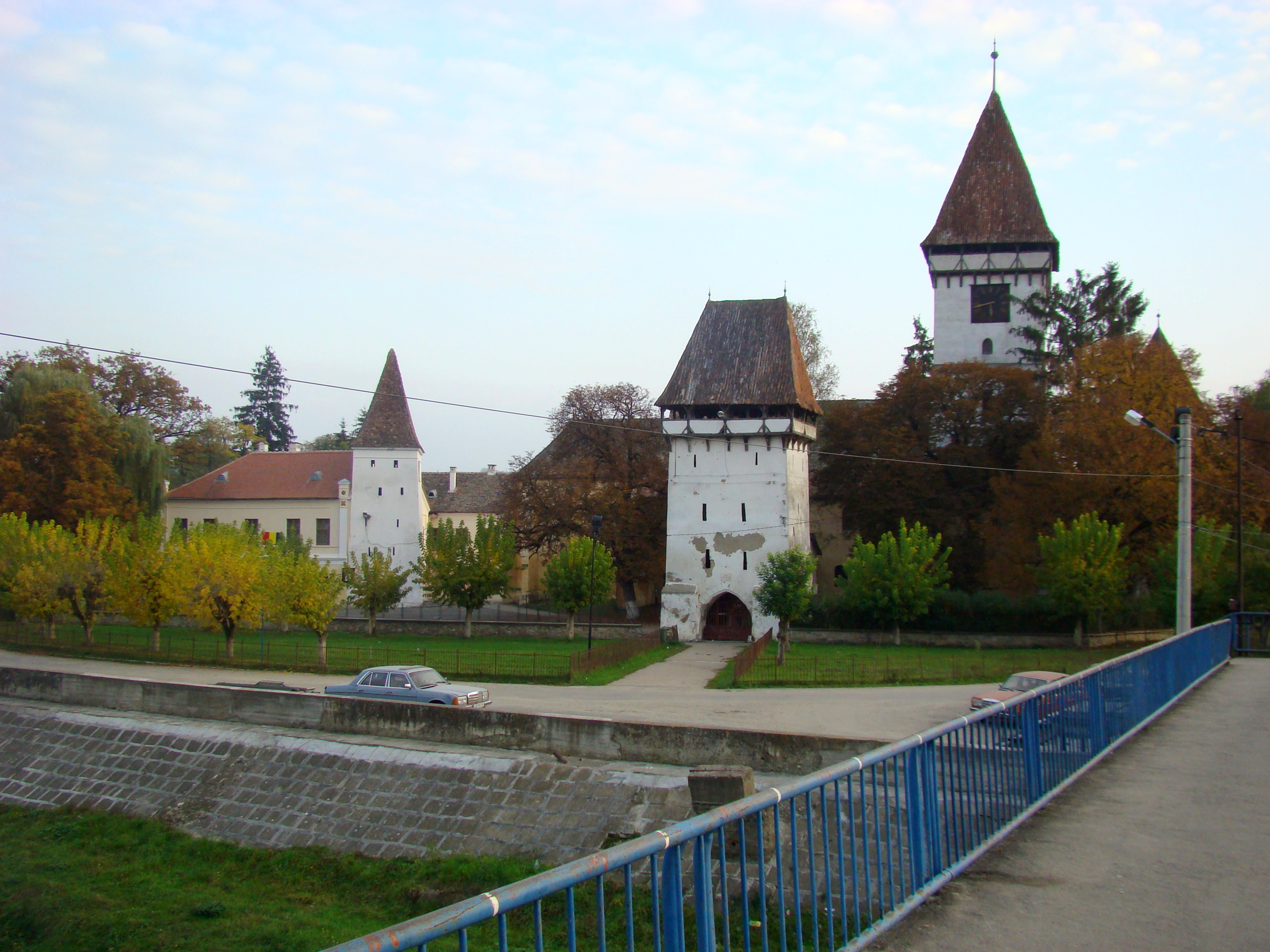
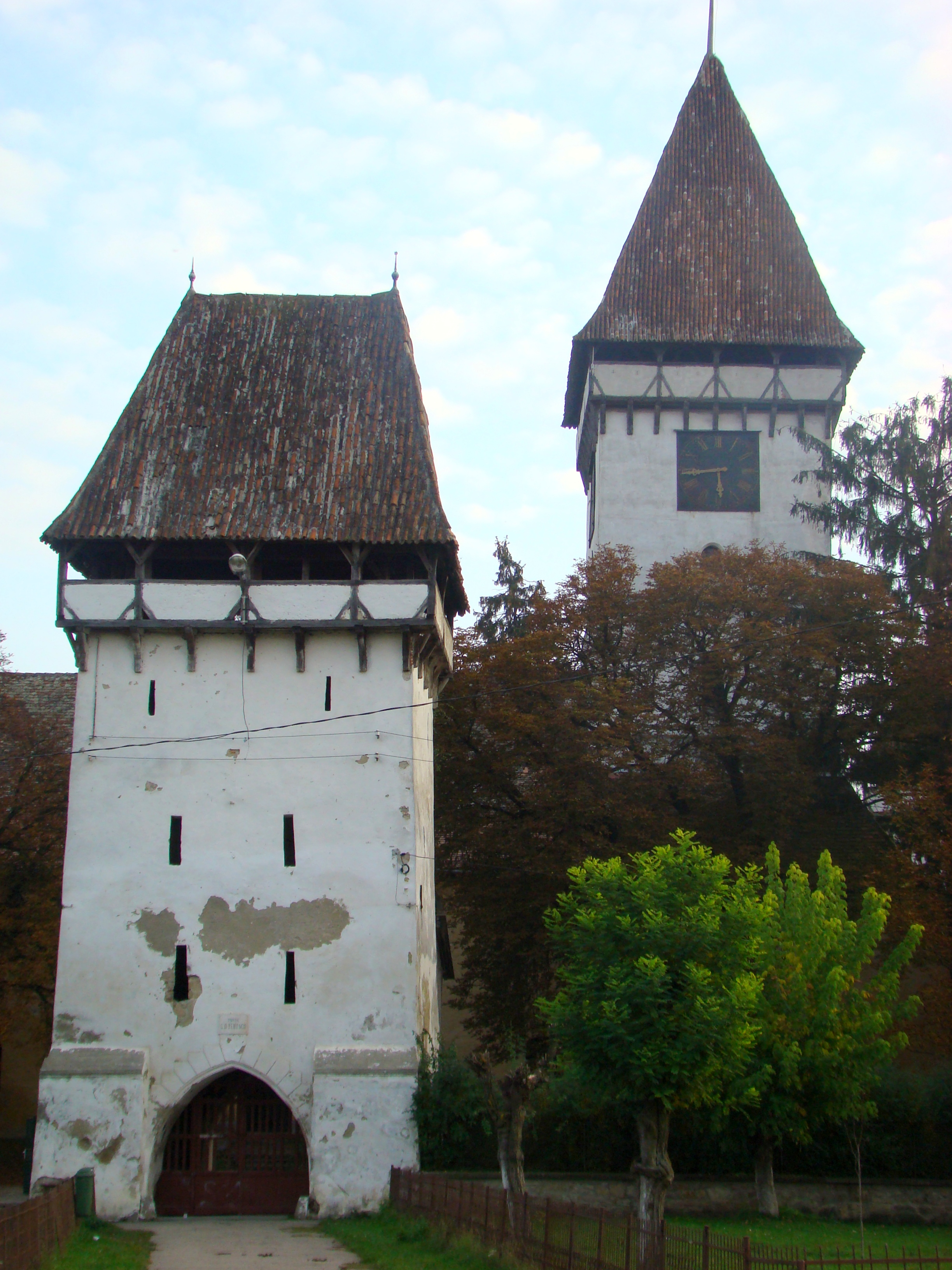
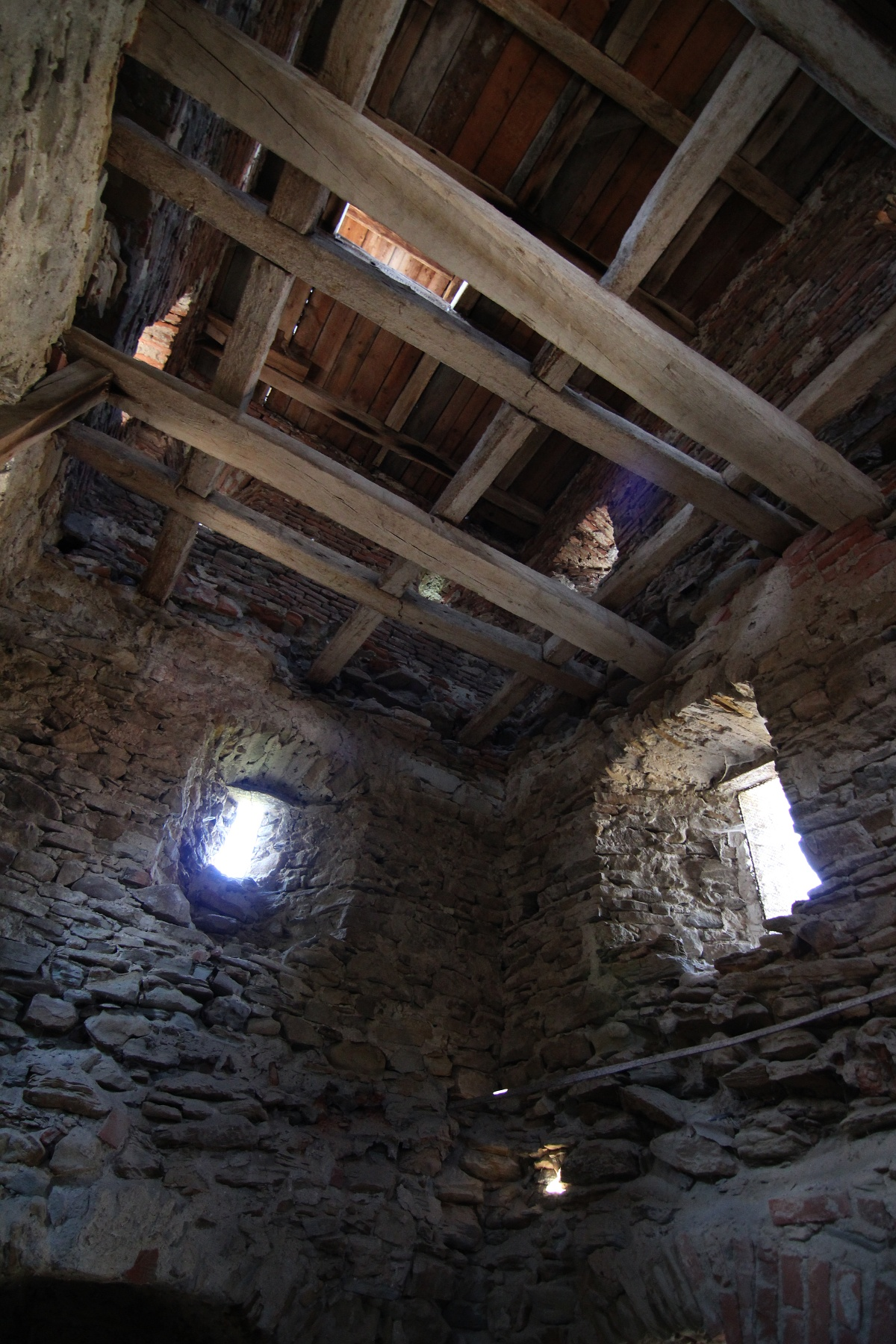
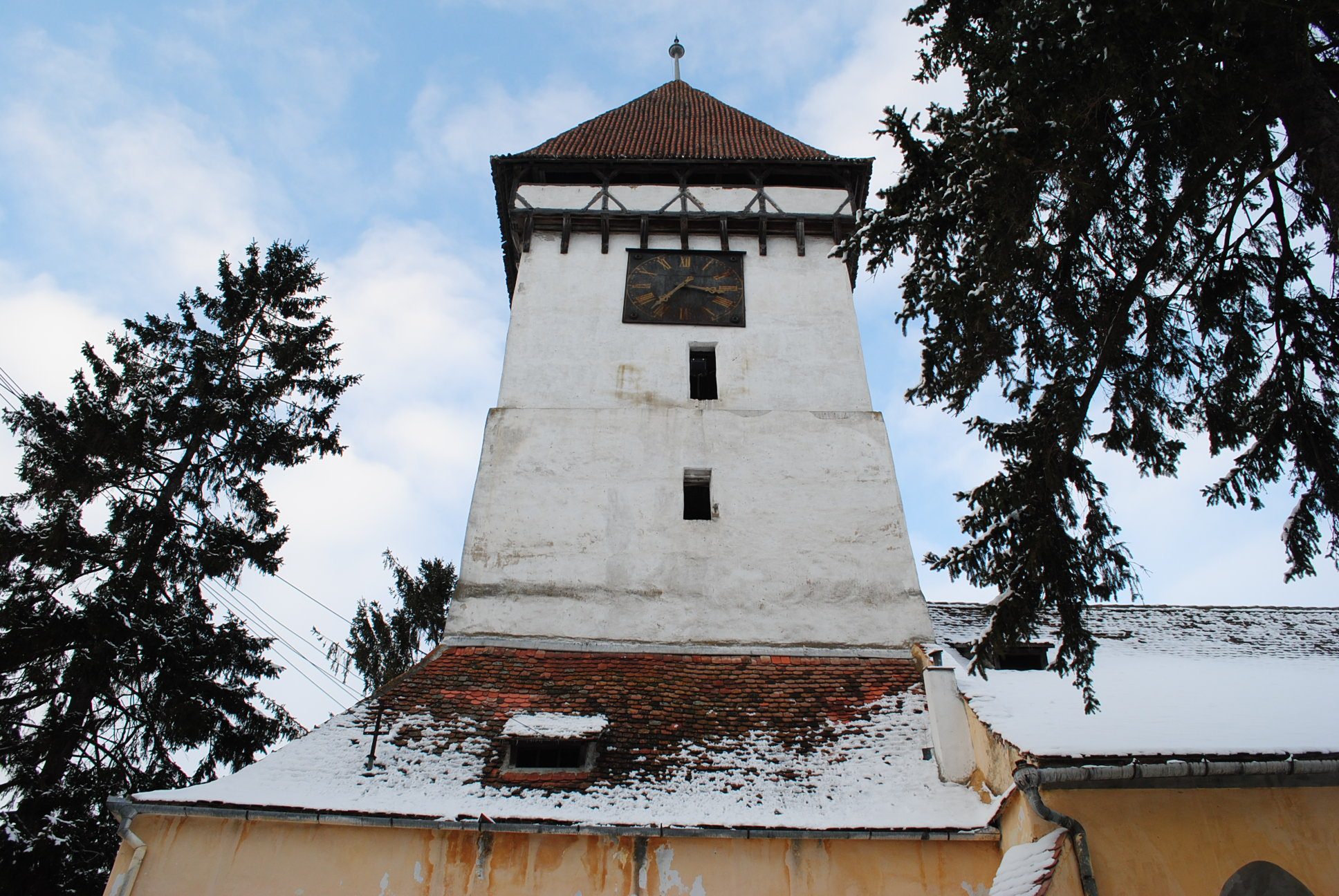
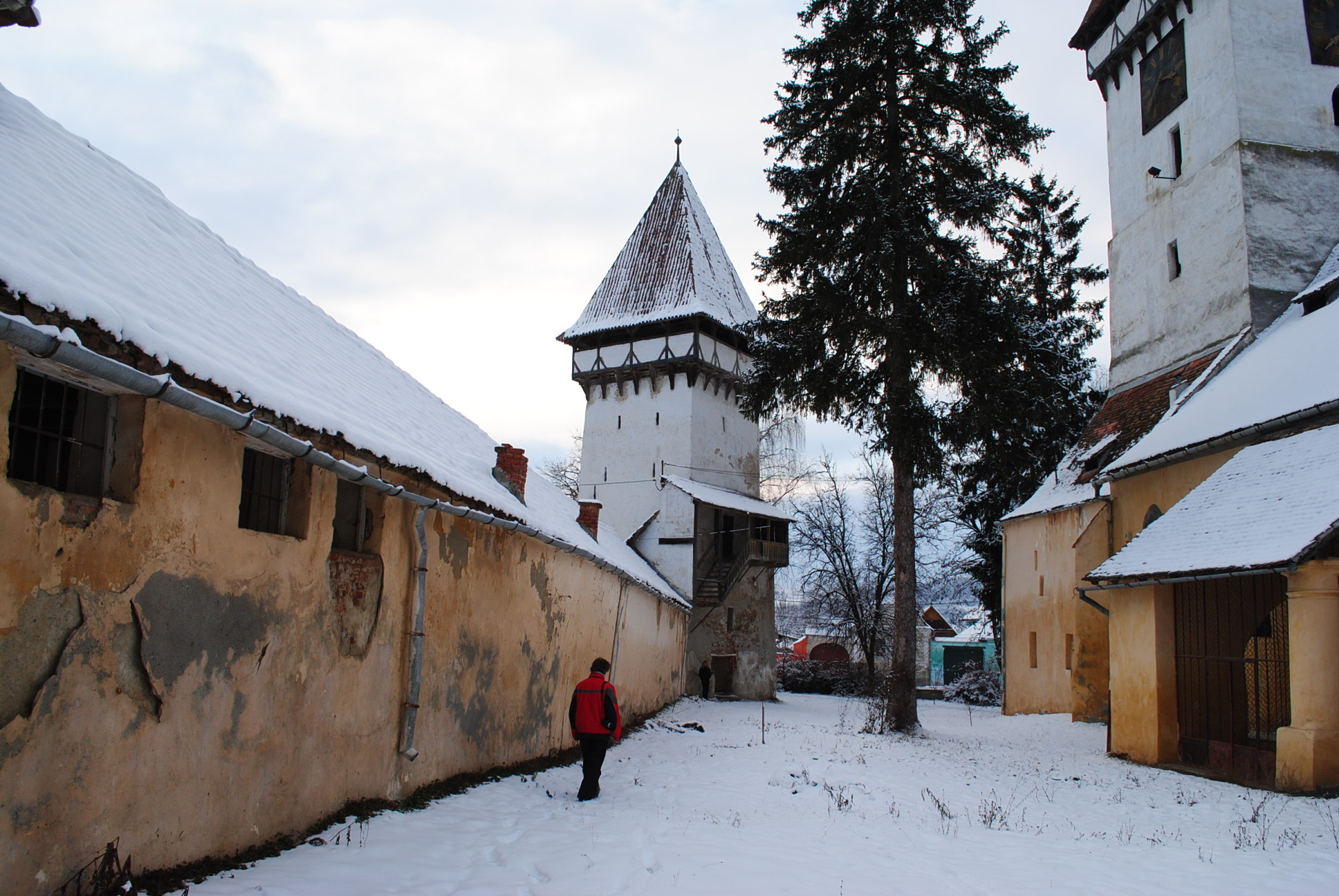
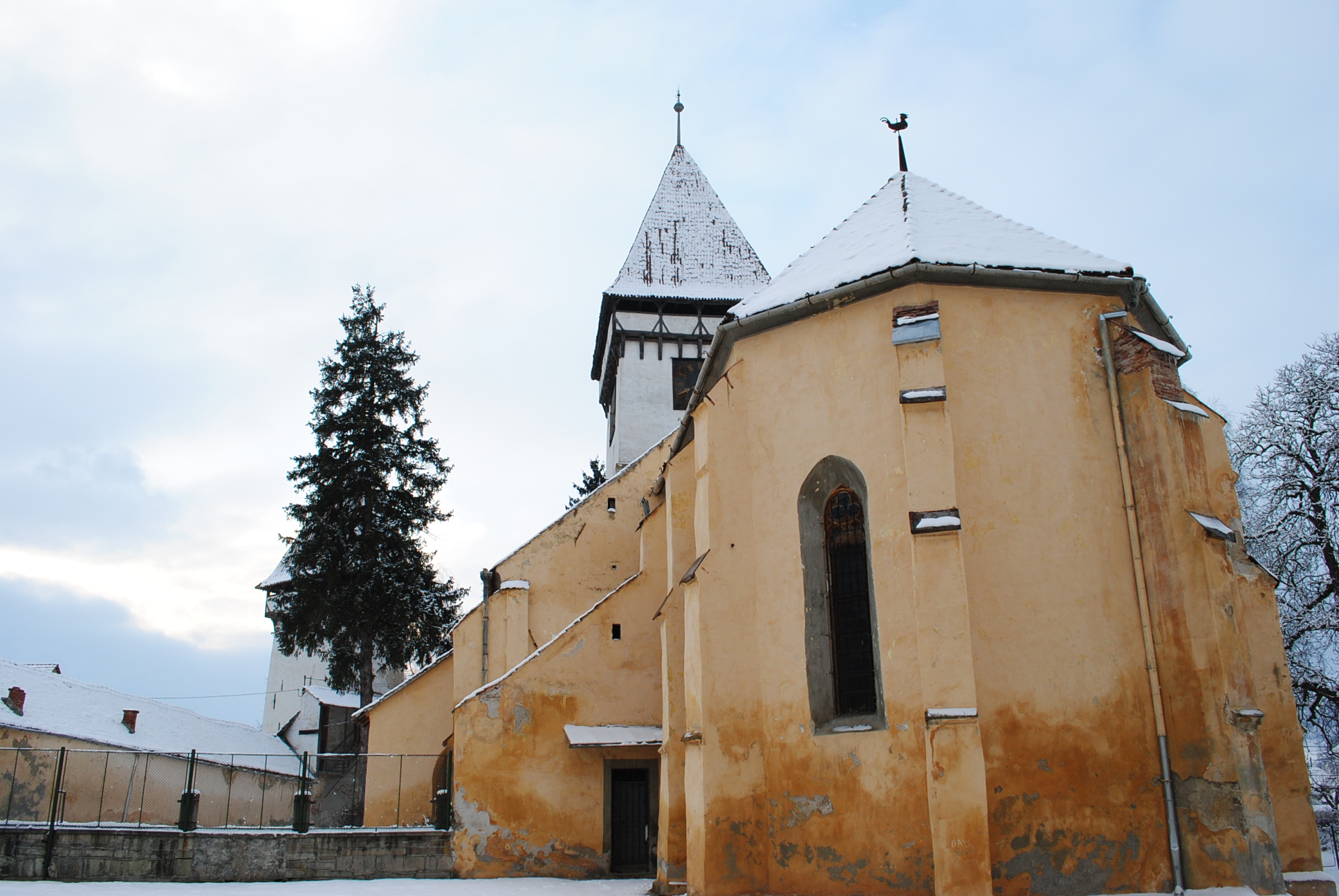
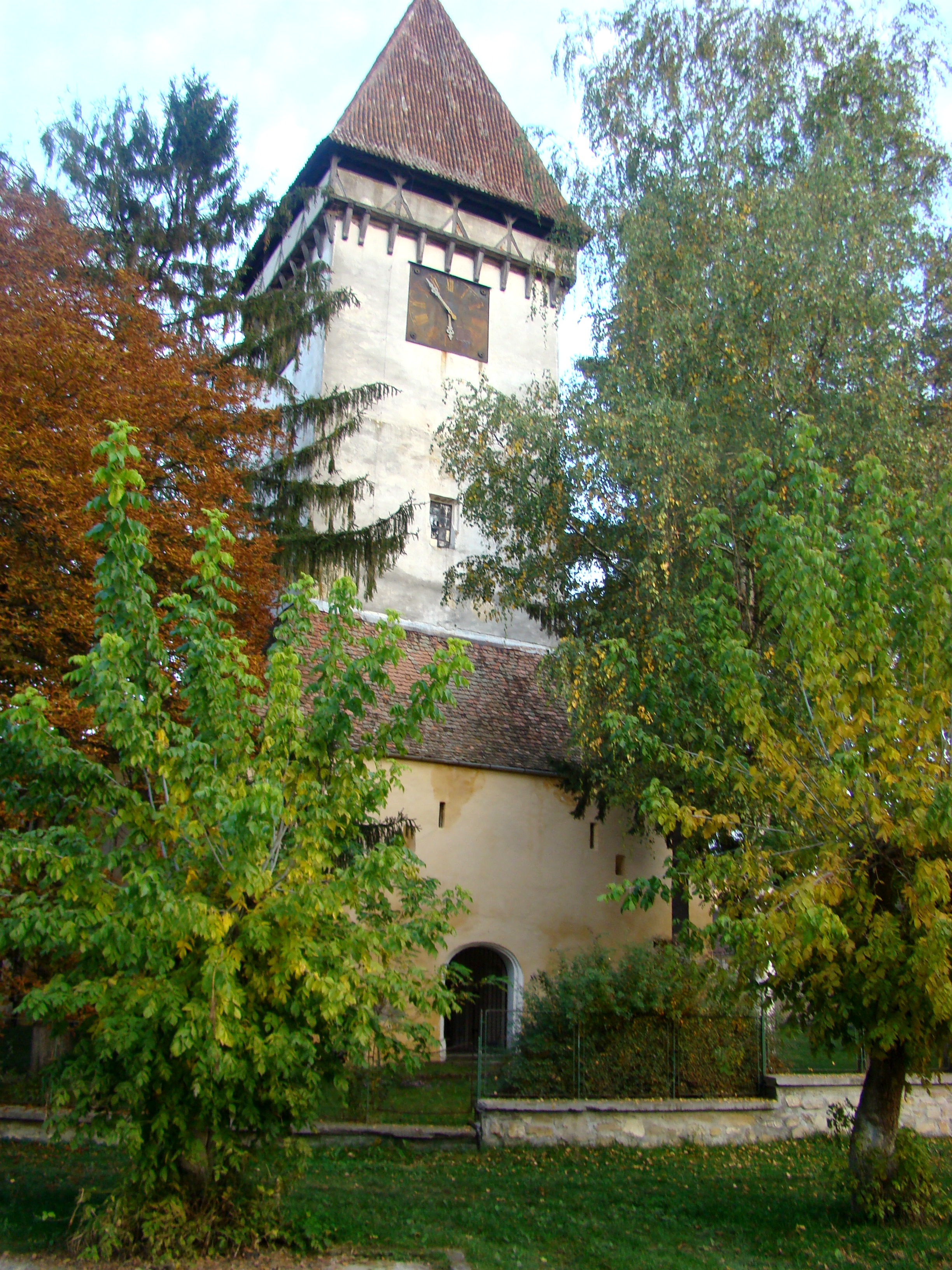
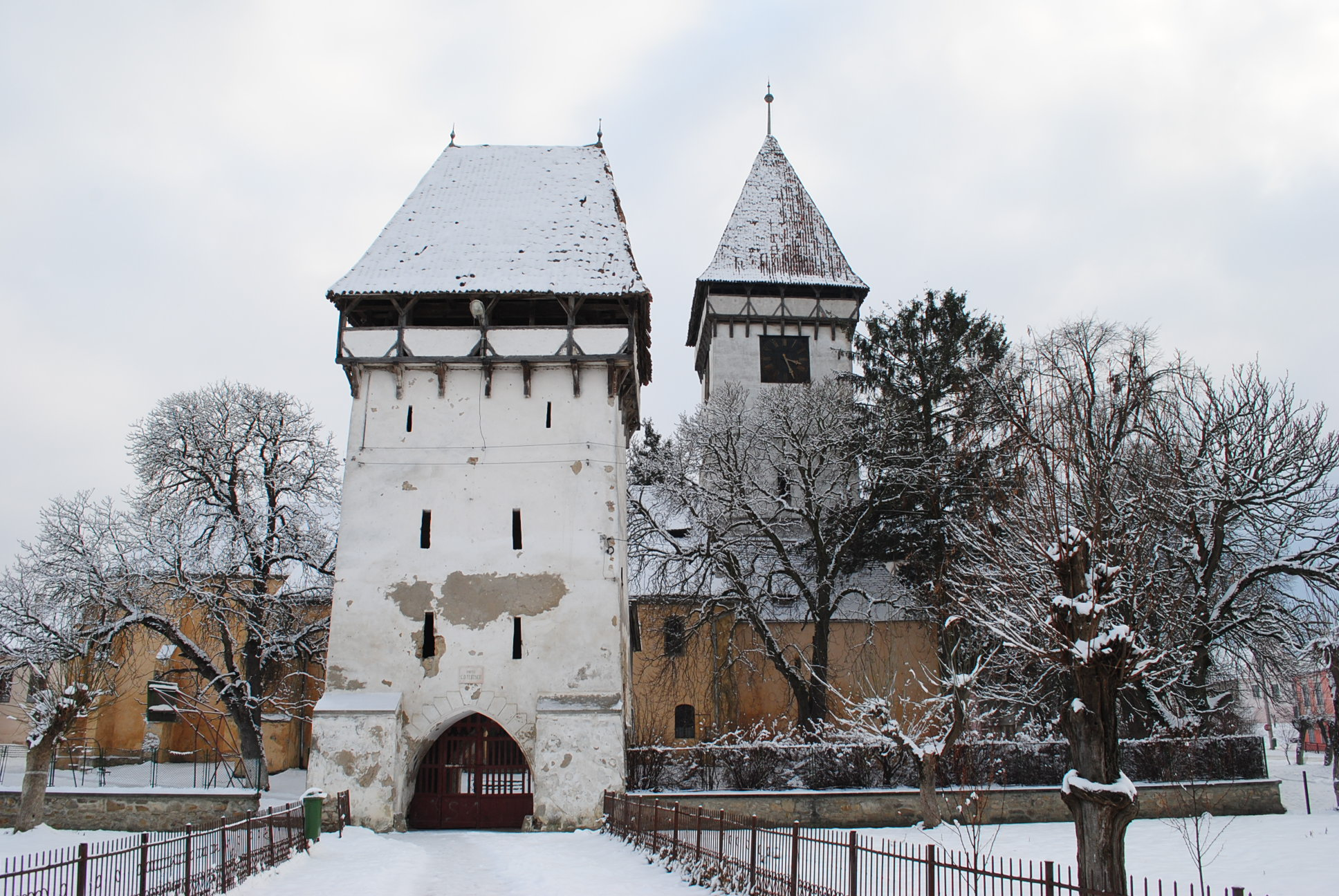
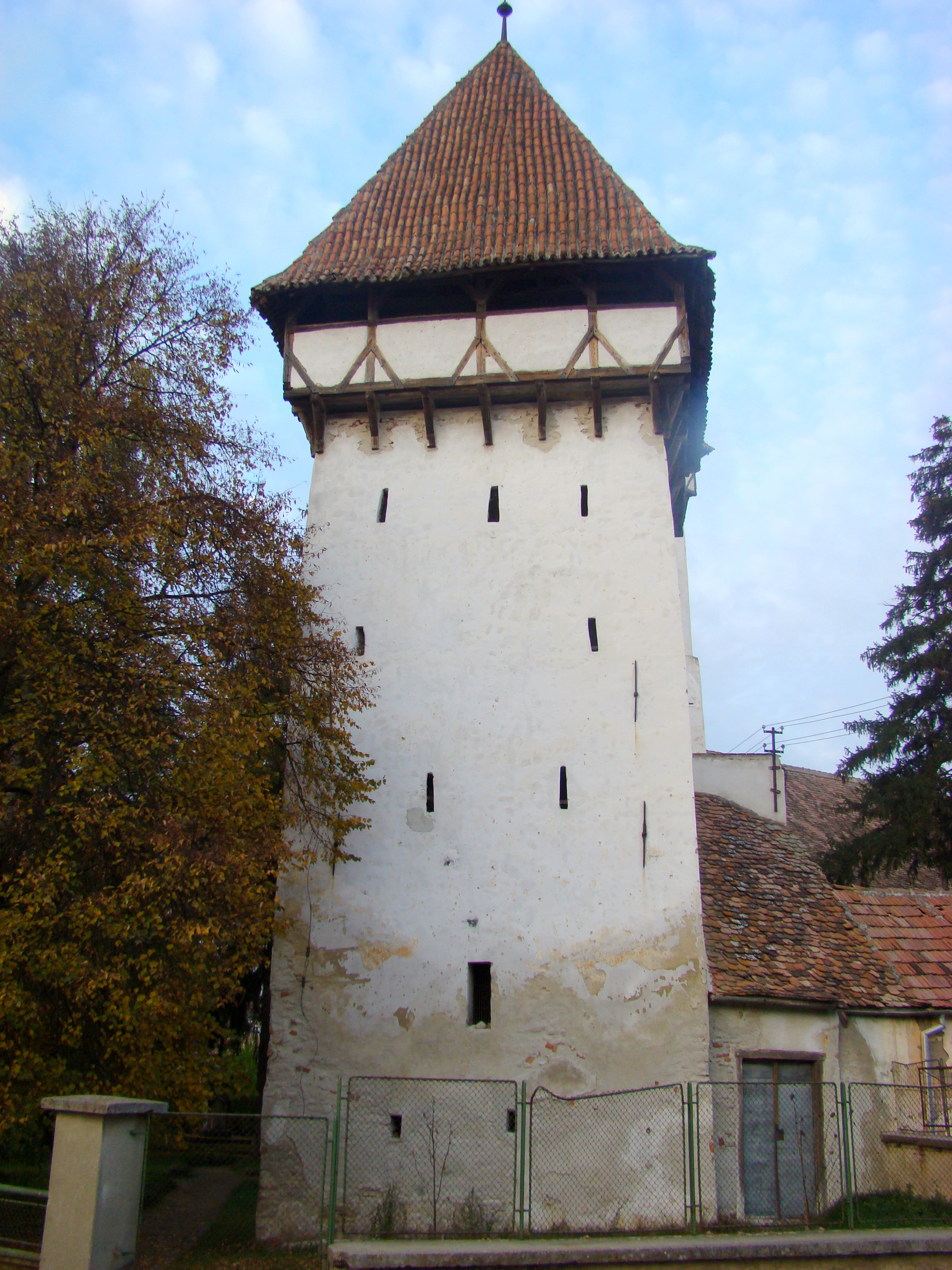
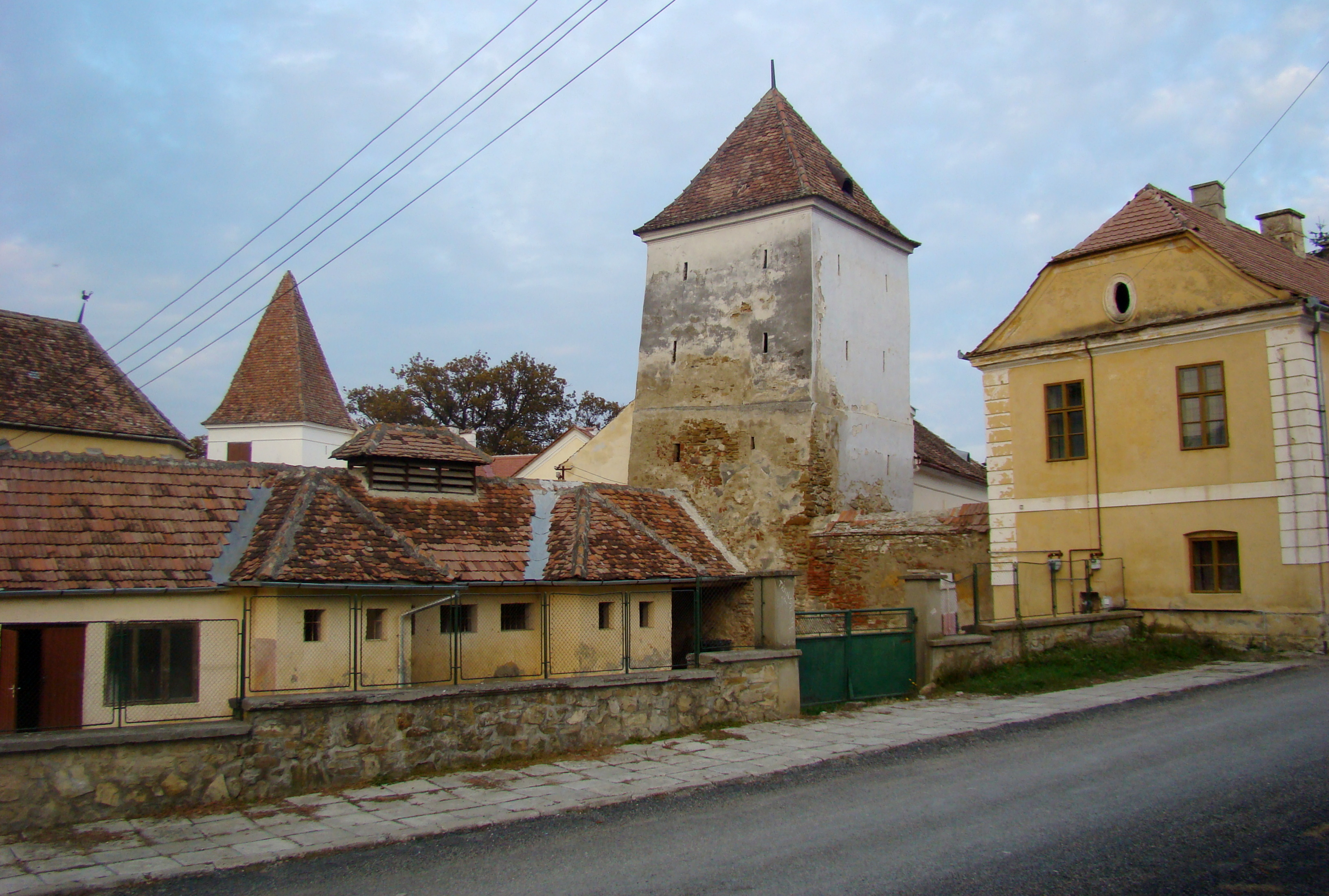
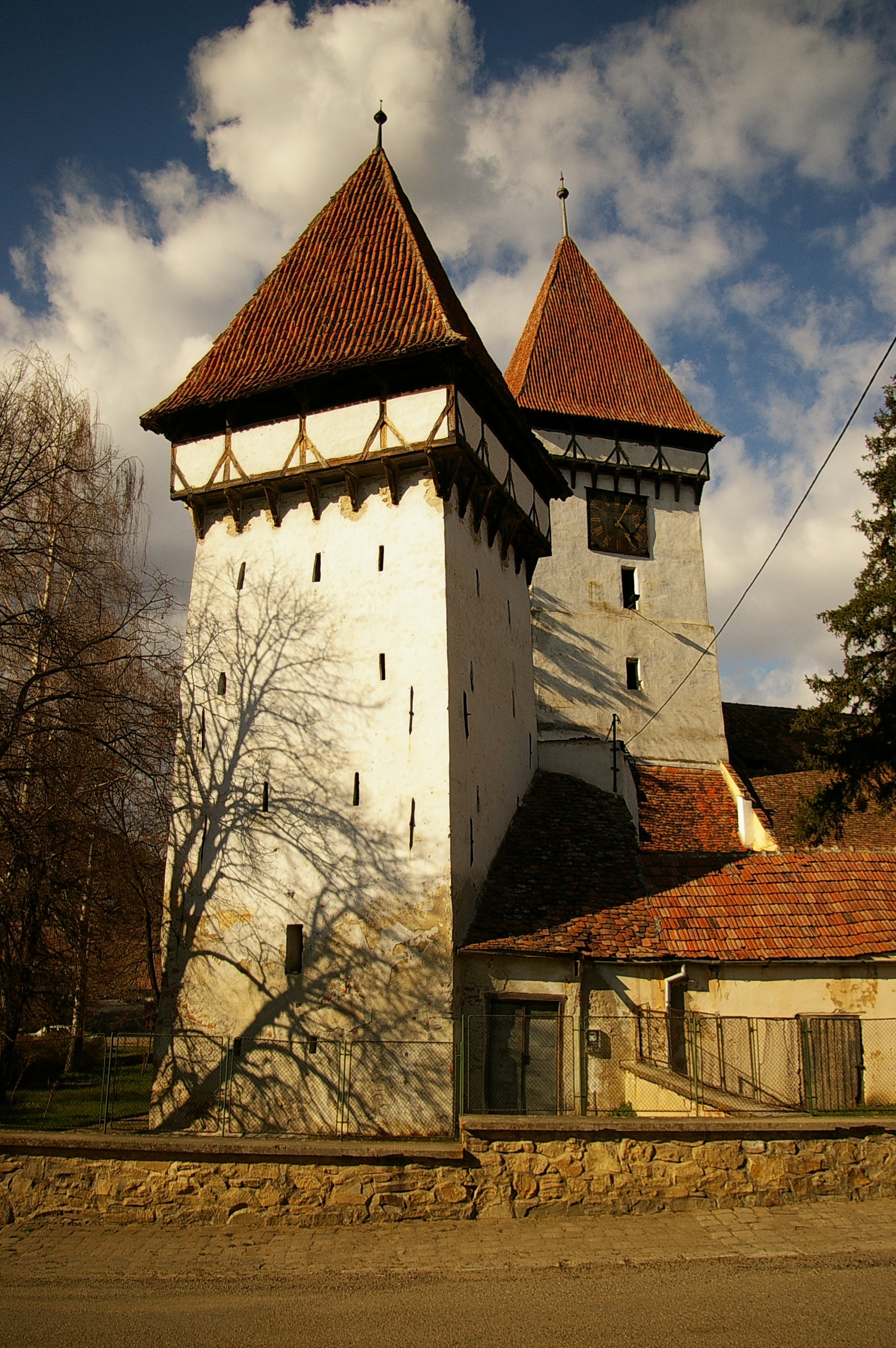
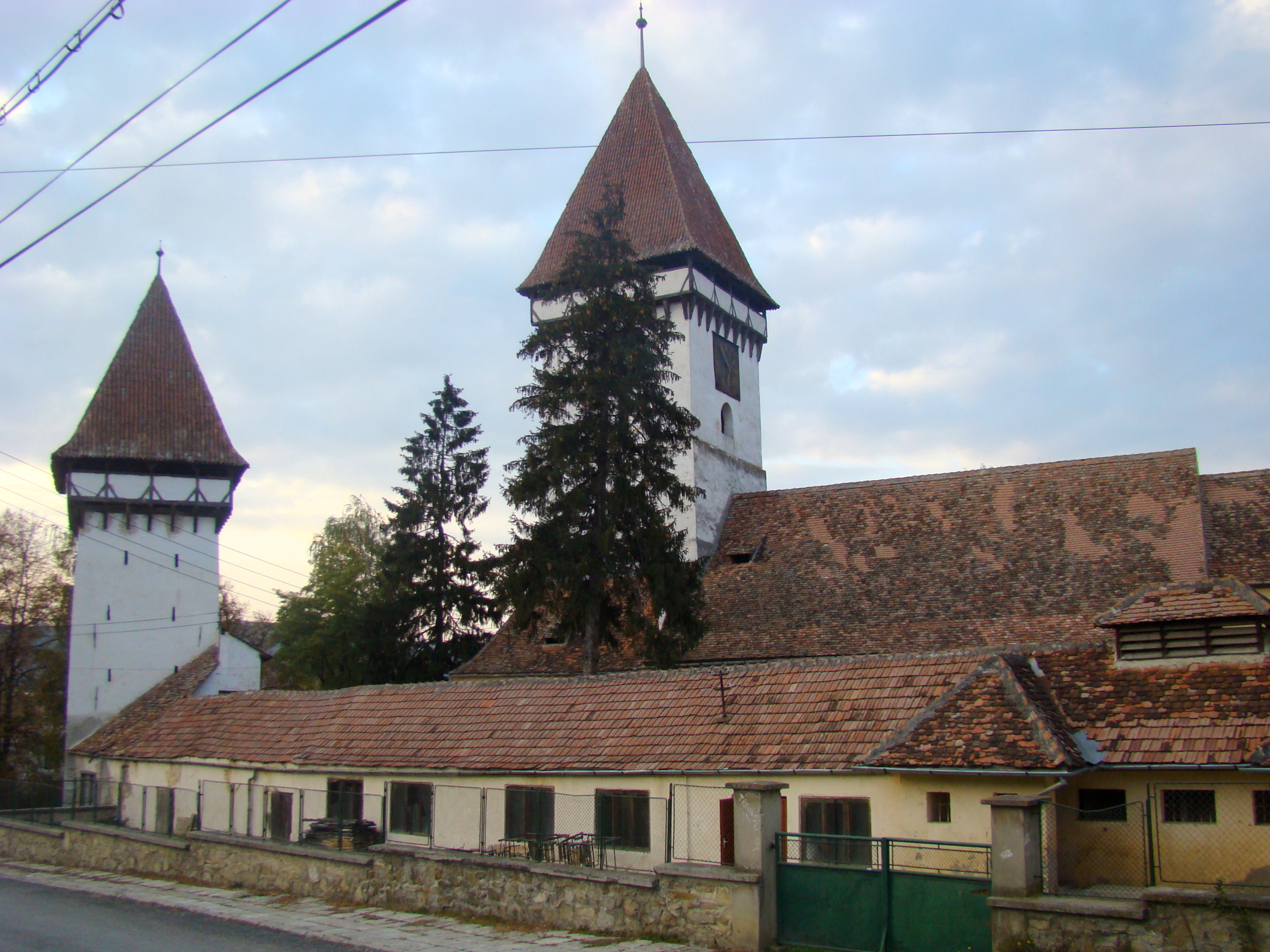
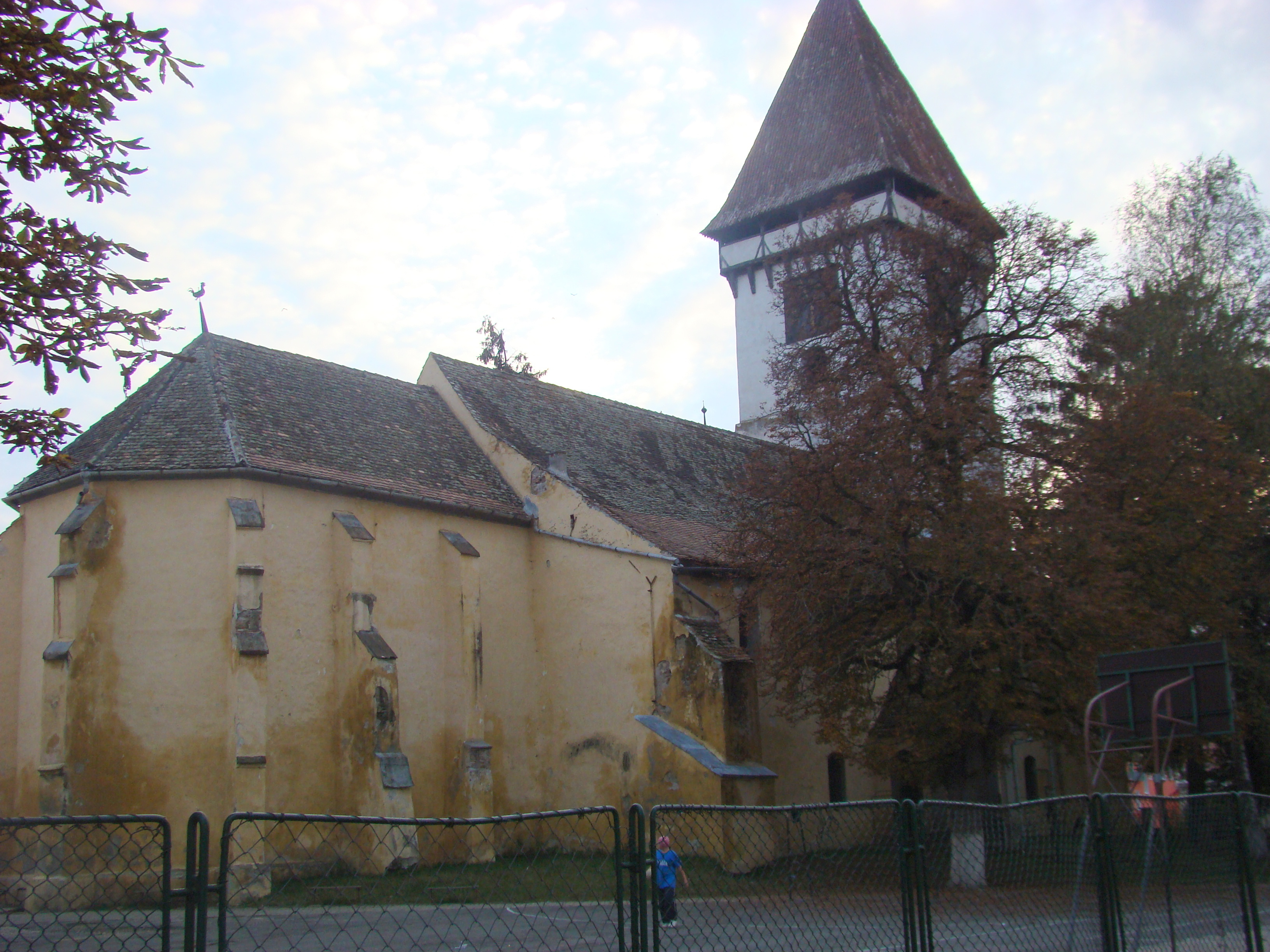
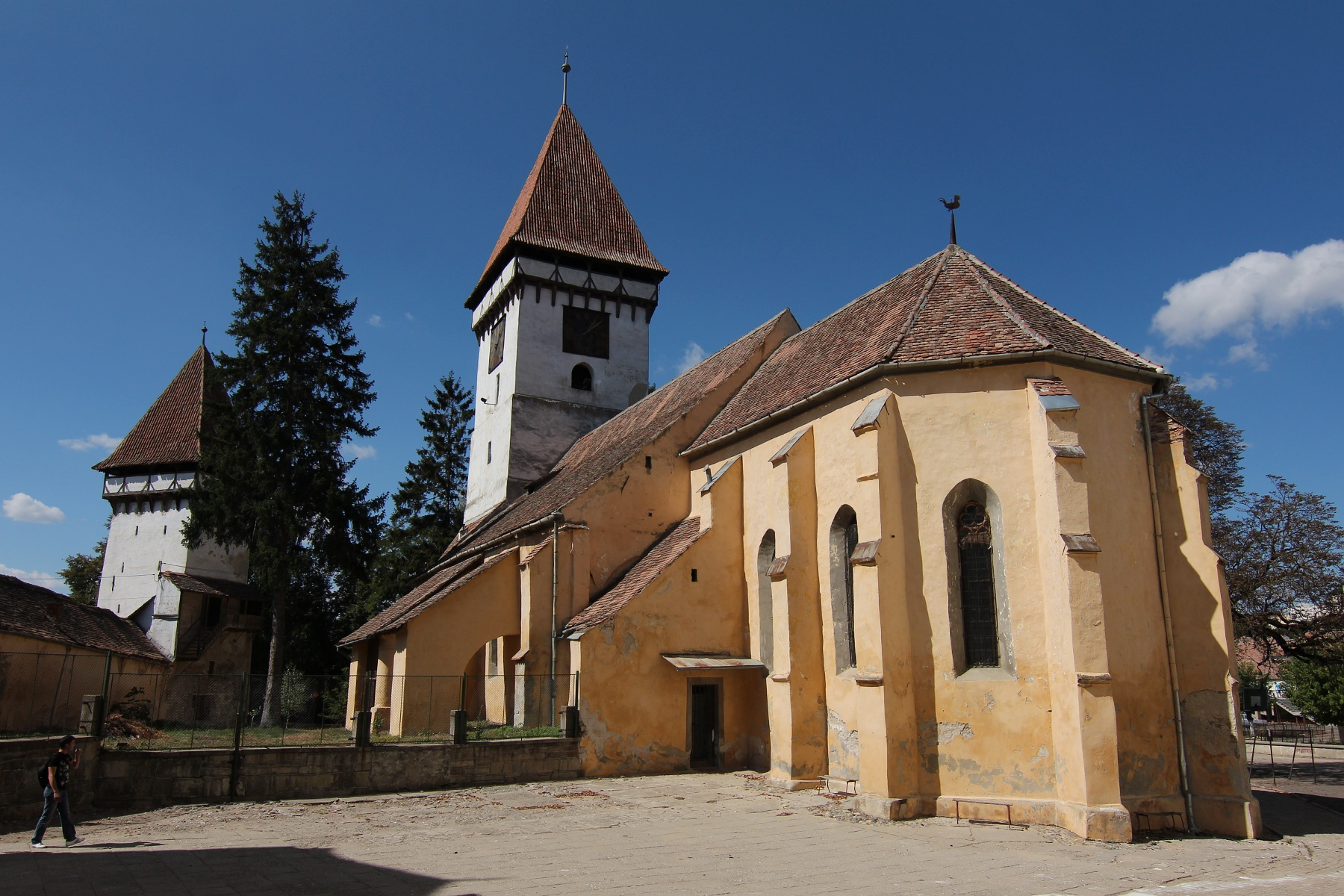